# The Daily Bugle
The Daily Bugle ist eine US-amerikanische Webserie, die als Teil des Marvel Cinematic Universe (MCU) durch Sony Pictures zur Promoarbeit für Spider-Man: Far From Home entwickelt wurde. Basierend auf dem gleichnamigen fiktiven Nachrichtenportal werden zentrale Themen aus Spider-Man: Far From Home und Spider-Man: No Way Home präsentiert. Seit März 2022 veröffentlicht Sony Pictures zudem auf dem gleichen TikTok-Kanal Episoden, die Teil des Sony’s Spider-Man Universe (SSU) sind und Themen des Films Morbius ansprechen. Die Episoden aus den beiden Universen lassen sich anhand Reporter, Hintergrundfarbe und Logo des Daily Bugle unterscheiden.
Im MCU führt J. Jonah Jameson durch die Nachrichten und wird ab Staffel 2 von der unbezahlten Praktikantin Betty Brant unterstützt.
Dahingegen werden im SSU die Nachrichten von Nicque Marina präsentiert.

## Besetzung
| Rollenname                | Schauspieler    | Hauptrolle                  | Nebenrolle            |
| ------------------------- | --------------- | --------------------------- | --------------------- |
| J. Jonah Jameson          | J. K. Simmons   | 1.01, 1.04, 1.06, 2.13–2.19 | 2.02, 2.06–2.07, 2.11 |
| Betty Brant               | Angourie Rice   | 2.01–2.13                   |                       |
| Flash Thompson            | Tony Revolori   | 1.02, 2.07, 2.16            |                       |
| Andre Wilson              | Hannibal Buress | 2.06                        |                       |
| Ned Leeds                 | Jacob Batalon   | 2.08                        |                       |
| Peter Parker / Spider-Man | Tom Holland     | 2.11                        | 1.01, 1.03–1.04       |
| Quentin Beck / Mysterio   | Jake Gyllenhaal |                             | 1.01, 1.03–1.04       |

| Rollenname    | Schauspieler  | Hauptrolle | Nebenrolle |
| ------------- | ------------- | ---------- | ---------- |
| Nicque Marina | Nicque Marina | 1.01–1.04  |            |

## Episodenliste

### Marvel Cinematic Universe (MCU)

#### Staffel 1(Promo fürSpider-Man: Far From Home)
| Nr. (ges.) | Nr. (St.) | Titel                                                                                               | Erstveröffentlichung USA |
| ---------- | --------- | --------------------------------------------------------------------------------------------------- | ------------------------ |
| 1          | 1         | TheDailyBugle.net EXCLUSIVE! Spider-Man is a Menace!                                                | 25. Sep. 2019            |
| 2          | 2         | TheDailyBugle.net: EXCLUSIVE Footage From Tower Bridge Attack (DELETED SCENE)                       | 1. Okt. 2019             |
| 3          | 3         | TheDailyBugle.net : EXCLUSIVE Mysterio Final Moments                                                | 24. Okt. 2019            |
| 4          | 4         | TheDailyBugle.net: EXCLUSIVE Spider-Man Unmasked Full Story Credit The Daily Bugle J. Jonah Jameson | 30. Okt. 2019            |
| 5          | 5         | TheDailyBugle.net: EXCLUSIVE Coney Island re-opened years after devastating crash                   | 6. Nov. 2019             |
| 6          | 6         | TheDailyBugle.net: EXCLUSIVE London Attack - Tower Bridge Bill Blues                                | 20. Nov. 2019            |

#### Staffel 2(Promo fürSpider-Man: No Way Home)
| Nr. (ges.) | Nr. (St.) | Titel | Erstveröffentlichung USA |
| ---------- | --------- | --- | ------------------------ |
| 7          | 1         | Hi TikTok 👋 Welcome to The Daily Bugle! Follow us for breaking news on Spider-Man you can’t get anywhere else.                           | 24. Nov. 2021            |
| 8          | 2         | Tell us you hate Spider-Man without telling us… (even if you don’t actually hate him).                                                    | 24. Nov. 2021            |
| 9          | 3         | Join us as an intern of The Daily Bugle, no experience required! Get our reporter pack from our 🔗 in bio.                                | 24. Nov. 2021            |
| 10         | 4         | Lightning and sand storms in NYC? ⚡️🌪️ Find out who’s behind it all in our latest report!                                                 | 2. Dez. 2021             |
| 11         | 5         | Do YOU have what it takes to become a reporter for The Daily Bugle? Duet this and show us if you can handle this #Teleprompter Challenge! | 2. Dez. 2021             |
| 12         | 6         | Daily Bugle Exclusive: a chat with one of Peter Parker’s teachers, Coach Wilson.                                                          | 7. Dez. 2021             |
| 13         | 7         | Daily Bugle Exclusive: meet author Eugene “Flash” Thompson - the creator of the name “Spider-Man.”                                        | 10. Dez. 2021            |
| 14         | 8         | Daily Bugle Exclusive: a sit-down with Peter Parker’s best friend, Ned Leeds.                                                             | 10. Dez. 2021            |
| 15         | 9         | Join us and play Put A Finger Down: Daily Bugle Edition!                                                                                  | 15. Dez. 2021            |
| 16         | 10        | 🚨 Breaking News 🚨 Peter Parker aka. Spider-Man has been released!                                                                       | 17. Dez. 2021            |
| 17         | 11        | A Daily Bugle exclusive sit-down with the Spider-Menace himself, Peter Parker.                                                            | 20. Dez. 2021            |
| 18         | 12        | I was definitely hired for my journalist skills and no other reason, right??                                                              | 23. Dez. 2021            |
| 19         | 13        | Get your fix on Daily Bugle Supplements today! #Sponsored                                                                                 | 6. Jan. 2022             |
| 20         | 14        | TheDailyBugle.net: EXCLUSIVE - Web of Lies!                                                                                               | 5. Apr. 2022 A           |
| 21         | 15        | TheDailyBugle.net: EXCLUSIVE - Sticky Street Job                                                                                          | 5. Apr. 2022             |
| 22         | 16        | TheDailyBugle.net: EXCLUSIVE - Spider-Sycophant                                                                                           | 8. Apr. 2022 A           |
| 23         | 17        | TheDailyBugle.net - Spider-Menace Tip Line                                                                                                | 14. Apr. 2022            |
| 24         | 18        | TheDailyBugle.net: EXCLUSIVE - "Savies" A New Menace Emerges                                                                              | 29. Apr. 2022            |
| 25         | 19        | TheDailyBugle.net: EXCLUSIVE - The Spider-Menace Strikes Again!                                                                           | 29. Apr. 2022 A          |

### Sony’s Spider-Man Universe (SSU)

#### Staffel 1(Promo fürMorbius)
| Nr. (ges.) | Nr. (St.) | Titel | Erstveröffentlichung USA |
| ---------- | --------- | --- | ------------------------ |
| 1          | 1         | 🚨 BREAKING NEWS 🚨 about Dr. Michael #Morbius from our NEW social correspondent @nicquemarina #ThisJustIn                              | 18. März 2022            |
| 2          | 2         | ‼️ This just in ‼️Dr. Michael #Morbius is missing! Stitch this video with any info on his whereabouts!                                  | 24. März 2022            |
| 3          | 3         | Developing story: Dr. Michael #Morbius has been found looking… healthier than ever. #pilates                                            | 29. März 2022            |
| 4          | 4         | A super creature spotted in New York City! Could Dr. Michael #Morbius be involved? @nicquemarina reports from the safety of her closet. | 31. März 2022            |